# Robert Pérez
Robert Pérez, vollständiger Name Robert Richard Pérez, (* 27. August 1968 in Montevideo) ist ein uruguayischer Fußballtrainer.

## Karriere
Pérez trainierte in der Clausura 2014 von Anfang Mai bis Juni die in der Segunda División antretende Mannschaft des Club Atlético Torque. Zum Zeitpunkt seines Amtsantritts belegte der Klub mit lediglich elf erzielten Punkten aus 21 Partien den letzten Tabellenplatz. An seiner Seite arbeitete als Co-Trainer Bruno Ciliano. Anschließend hatte er von Oktober 2014 bis Dezember 2014 die Cheftrainerposition beim ebenfalls in Montevideo beheimateten Zweitligisten Club Sportivo Cerrito inne.